# Перечинська міська рада
Перечи́нська міська́ ра́да — орган місцевого самоврядування Перечинської громади в Ужгородському районі Закарпатської області.

## Склад ради
Рада складається з 22 депутатів та голови.
- Голова ради: Погоріляк Іван Михайлович

### Депутати
За результатами місцевих виборів 2020 року депутатами ради стали:

#### За суб'єктами висування
| Суб'єкт висування                                       | Кількість обраних депутатів | %    |
| ------------------------------------------------------- | --------------------------- | ---- |
| Єдиний Центр                                            | 12                          | 40   |
| Партія регіонів                                         | 10                          | 33,3 |
| Політична партія «Сила і честь»                         | 5                           | 16,7 |
| Політична партія Всеукраїнське об'єднання «Батьківщина» | 2                           | 6,7  |
| Народна партія                                          | 1                           | 3,3  |

#### За округами
| № округу                                                | Прізвище, ім'я, по батькові    | Дата визнання обраним | Освіта             | Партійна приналежність                        | Відомості про обраного депутата                                                    |
| ------------------------------------------------------- | ------------------------------ | --------------------- | ------------------ | --------------------------------------------- | ---------------------------------------------------------------------------------- |
| Єдиний Центр                                            |                                |                       |                    |                                               |                                                                                    |
| б/м                                                     | Макар Іван Ілліч               | 06.11.2010            | вища               | член Єдиного Центру                           | пункт тимчасового розміщення біженців у Закарпатській області, головний спеціаліст |
| б/м                                                     | Хропіна Олеся Юріївна          | 06.11.2010            | незакінчена вища   | член Єдиного Центру                           | Перечинська міська рада, секретар ради                                             |
| б/м                                                     | Василиха Надія Іванівна        | 06.11.2010            | середня            | позапартійна                                  | приватний підприємець                                                              |
| б/м                                                     | Гуранич Василь Васильович      | 06.11.2010            | вища               | член Єдиного Центру                           | приватний підприємець                                                              |
| б/м                                                     | Долинська Марія Юріївна        | 06.11.2010            | вища               | позапартійна                                  | пенсіонер                                                                          |
| б/м                                                     | Андрушек Ярослав Іштванович    | 20.12.2010            | середня            | позапартійний                                 | КП «Комунальник», головний інженер                                                 |
| 2                                                       | Закорчевна Марта Йосипівна     | 05.11.2010            | вища               | позапартійна                                  | ВАТ «Данко», член наглядової ради                                                  |
| 3                                                       | Кирлик Тарас Васильович        | 05.11.2010            | середня спеціальна | член Єдиного Центру                           | приватний підприємець                                                              |
| 4                                                       | Мадяр Юрій Мігальович          | 05.11.2010            | вища               | член Єдиного Центру                           | Перечинська міська рада, землевпорядник                                            |
| 10                                                      | Герман Анжеліка Василівна      | 05.11.2010            | вища               | позапартійна                                  | приватний підприємець                                                              |
| 13                                                      | Мошак Андрій Андрійович        | 05.11.2010            | вища               | член Єдиного Центру                           | тимчасово не працює                                                                |
| 14                                                      | Головей Іван Іванович          | 05.11.2010            | вища               | позапартійний                                 | приватний підприємець                                                              |
| Народна Партія                                          |                                |                       |                    |                                               |                                                                                    |
| 15                                                      | Крижановська Любов Юріївна     | 05.11.2010            | середня            | член Народної партії                          | КП «Комунальник», майстер                                                          |
| Партія регіонів                                         |                                |                       |                    |                                               |                                                                                    |
| б/м                                                     | Гунка Олеся Ярославівна        | 06.11.2010            | вища               | член Партії регіонів                          | Перечинська РДА, керівник апарату                                                  |
| б/м                                                     | Сухан Василь Іванович          | 06.11.2010            | вища               | член Партії регіонів                          | ЗАТ СК «Провідна», директор                                                        |
| б/м                                                     | Федарка Ярослав Іванович       | 06.11.2010            | середня спеціальна | член Партії регіонів                          | пенсіонер                                                                          |
| б/м                                                     | Гриньов Ігор Валерійович       | 06.11.2010            | вища               | член Партії регіонів                          | приватний підприємець                                                              |
| 1                                                       | Доброцький Петро Петрович      | 05.11.2010            | вища               | позапартійний                                 | Перечинська РДА, начальник управління економіки                                    |
| 5                                                       | Ковач Віталій Іванович         | 05.11.2010            | середня спеціальна | член Партії регіонів                          | приватний підприємець                                                              |
| 7                                                       | Ганчак Олександр Володимирович | 05.11.2010            | вища               | член Партії регіонів                          | тимчасово не працює                                                                |
| 8                                                       | Опаленик Жанна Василівна       | 05.11.2010            | вища               | позапартійна                                  | Перечинська гімназія II–III ст. суспільно-гуманітарного напрямку, директор         |
| 9                                                       | Гунка Федір Федорович          | 05.11.2010            | вища               | позапартійний                                 | обласний соціальний гуртожиток, директор                                           |
| 12                                                      | Баєв Євген Олександрович       | 05.11.2010            | вища               | член Партії регіонів                          | приватний підприємець                                                              |
| Політична партія Всеукраїнське об'єднання «Батьківщина» |                                |                       |                    |                                               |                                                                                    |
| б/м                                                     | Караван Олександр Анатолійович | 06.11.2010            | вища               | член Всеукраїнського об'єднання «Батьківщина» | Перечинська районна СЕС, заступник головного лікаря                                |
| б/м                                                     | Чобаня Михайло Михайлович      | 06.11.2010            | вища               | член Всеукраїнського об'єднання «Батьківщина» | КП «Комунальник», директор                                                         |
| Політична партія «Сила і Честь»                         |                                |                       |                    |                                               |                                                                                    |
| б/м                                                     | Погоріляк Іван Михайлович      | 06.11.2010            | вища               | позапартійний                                 | Перечинська районна рада, начальник відділу                                        |
| б/м                                                     | Кравець Віталій Володимирович  | 06.11.2010            | вища               | член Політичної партії «Сила і Честь»         | РБУ «Дубриничі», механік                                                           |
| б/м                                                     | Піддубний Сергій Володимирович | 06.11.2010            | вища               | член Політичної партії «Сила і Честь»         | Перечинська школа-інтернат, соціальний педагог                                     |
| 6                                                       | Пекар Віталій Борисович        | 05.11.2010            | середня            | позапартійний                                 | ТзОВ «Мост-2006» м. Перечин, директор                                              |
| 11                                                      | Головей Руслана Василівна      | 05.11.2010            | вища               | член Політичної партії «Сила і Честь»         | Перечинська ЦРЛ, лікар                                                             |